# Монтополи-ин-Валь-д’Арно
Монтополи-ин-Валь-д’Арно (итал. Montopoli in Val d'Arno) — коммуна в Италии, располагается в области Тоскана, в провинции Пиза.
Население составляет 11012 человека (2008 г.), плотность населения составляет 363 чел./км². Коммуна занимает площадь 30 км². Почтовый индекс — 56020. Телефонный код — 0571.
Покровителями коммуны почитаются святой Стефан, празднование 26 декабря, и святой апостол и евангелист Иоанн Богослов.

## Демография
Динамика населения:

## Администрация коммуны
- Официальный сайт: http://www.comune.montopoli.pi.it/